# Friedrich Sander (Politiker)
Friedrich Wilhelm Sander (* 28. Mai 1832 in Helmstedt; † 16. Juli 1911 in Himmelsthür) war Domänenpächter und Mitglied des Deutschen Reichstags.

## Leben
Sander besuchte das Humanistische Gymnasium Julianum in Helmstedt und das Realgymnasium in Braunschweig. Von 1859 bis 1865 war er Pächter des Domgutes Mötzow bei Brandenburg (Havel) und bis 1872 Pächter der Domäne St. Ludgeri bei Helmstedt, danach Pächter des Klostergutes Himmelsthür. Als Vorsitzender und Mitglied war er in mehreren staatlichen und kommunalen Ämtern tätig.
Er war Mitglied der Nationalliberalen Partei und von Januar 1892 bis 1893 Abgeordneter des Deutschen Reichstages für den Wahlkreis Provinz Hannover 10; Hildesheim, Marienburg, Alfeld (Leine).